# Овиново (Ивановская область)
Овиново — деревня в Вичугском районе Ивановской области. Входит в состав Сошниковского сельского поселения.

## География
Находится в северо-восточной части Ивановской области на расстоянии приблизительно 13 км на юго-восток по прямой от районного центра города Вичуга.

## История
В 1872 году здесь (тогда деревни Овиново большое или Овиново подлесное, Овиново малое и Овиново среднее Юрьевецкого уезда Костромской губернии) было учтено вместе 36 дворов, в 1907 году (уже только Овиново большое и малое) —28.

## Население
Постоянное население составляло 220 человек для всех указанных выше деревень Овиново (1872 год), 89 (1897), 135 (1907), 16 в 2002 году (русские 100 %), 11 в 2010.